# Schweizer Leichtathletik-Hallenmeisterschaften 2020
Die 39. Schweizer Leichtathletik-Hallenmeisterschaften 2020 (auch: SM Halle Aktive, SM Halle Elite) (französisch Championnats suisses d´athlétisme en salle 2020) fanden am 15. und 16. Februar 2020, wie im Vorjahr, im Athletik Zentrum St. Gallen (AZSG) statt.

## Frauen

### 60 m
| Platz | Athletin       | Zeit (s) | Anmerkung |
| ----- | -------------- | -------- | --------- |
| 1     | Ajla Del Ponte | 7,20     | SB        |
| 2     | Léa Sprunger   | 7,31     | PB        |
| 3     | Cynthia Reinle | 7,43     | PB        |

### 200 m
| Platz | Athletin          | Zeit (s) | Anmerkung |
| ----- | ----------------- | -------- | --------- |
| 1     | Cornelia Halbheer | 24,11    | PB        |
| 2     | Cynthia Reinle    | 24,38    | PB        |
| 3     | Nadja Zurlinden   | 24,40    |           |

### 400 m
| Platz | Athletin       | Zeit (s) | Anmerkung |
| ----- | -------------- | -------- | --------- |
| 1     | Fanette Humair | 53,88    |           |
| 2     | Silke Lemmens  | 54,68    |           |
| 3     | Giulia Senn    | 55,83    | PB        |

### 800 m
| Platz | Athletin      | Zeit (min) | Anmerkung |
| ----- | ------------- | ---------- | --------- |
| 1     | Selina Büchel | 2:06,84    |           |
| 2     | Delia Sclabas | 2:07,29    |           |
| 3     | Lore Hoffmann | 2:07,82    |           |

### 1500 m
| Platz | Athletin                | Zeit (min) | Anmerkung |
| ----- | ----------------------- | ---------- | --------- |
| 1     | Delia Sclabas           | 4:24,32    |           |
| 2     | Natacha Séverine Savioz | 4:38,22    |           |
| 3     | Laura Giudice           | 4:38,73    |           |

### 60 m Hürden (84,0)
| Platz | Athletin       | Zeit (s) | Anmerkung |
| ----- | -------------- | -------- | --------- |
| 1     | Annik Kälin    | 8,34     |           |
| 2     | Daniele Kyburz | 8,46     |           |
| 3     | Kim Flattich   | 8,47     |           |

### Hochsprung
| Platz | Athletin        | Höhe (m) | Anmerkung |
| ----- | --------------- | -------- | --------- |
| 1     | Salome Lang     | 1,94     | SR        |
| 2     | Nadine Odermatt | 1,80     | PB        |
| 3     | Marithé Engondo | 1,77     |           |

### Stabhochsprung
| Platz | Athletin         | Höhe (m) | Anmerkung |
| ----- | ---------------- | -------- | --------- |
| 1     | Angelica Moser   | 4,50     | SB        |
| 2     | Pascale Stöcklin | 4,30     | PB        |
| 3     | Lea Bachmann     | 3,20     | SB        |

### Weitsprung
| Platz | Athletin         | Weite (m) | Anmerkung |
| ----- | ---------------- | --------- | --------- |
| 1     | Irene Pusterla   | 6,33      |           |
| 2     | Annik Kälin      | 6,29      |           |
| 3     | Gaëlle Maonzambi | 6,20      |           |

### Dreisprung
| Platz | Athletin         | Weite (m) | Anmerkung |
| ----- | ---------------- | --------- | --------- |
| 1     | Gaëlle Maonzambi | 12,87     | PB        |
| 2     | Barbara Leuthard | 12,66     | SB        |
| 3     | Serena Raffi     | 12,36     |           |

### Kugel (4,00 kg)
| Platz | Athletin         | Weite (m) | Anmerkung |
| ----- | ---------------- | --------- | --------- |
| 1     | Miryam Mazenauer | 15,44     | PB        |
| 2     | Caroline Agnou   | 15,07     | PB        |
| 3     | Vanessa Fust     | 14,33     | SB        |

## Männer

### 60 m
| Platz | Athlet         | Zeit (s) | Anmerkung |
| ----- | -------------- | -------- | --------- |
| 1     | Silvan Wicki   | 6,62     | PB        |
| 2     | Maxime Baudraz | 6,72     | PB        |
| 3     | Pascal Mancini | 6,72     |           |

### 200 m
| Platz | Athlet             | Zeit (s) | Anmerkung |
| ----- | ------------------ | -------- | --------- |
| 1     | William Jeff Reais | 21,15    | PB        |
| 2     | Daniele Angelella  | 22,15    |           |
| 3     | Julien Bonvin      | 22,16    |           |

### 400 m
| Platz | Athlet            | Zeit (s) | Anmerkung |
| ----- | ----------------- | -------- | --------- |
| 1     | Ricky Petrucciani | 47,23    | SB        |
| 2     | Charles Devantay  | 47,93    | SB        |
| 3     | Sales Inglin      | 48,10    | PB        |

### 800 m
| Platz | Athlet            | Zeit (min) | Anmerkung |
| ----- | ----------------- | ---------- | --------- |
| 1     | Robin Oester      | 1:59,03    |           |
| 2     | Diego Menzi       | 1:59,42    |           |
| 3     | Guillaume Laurent | 1:59,98    |           |

### 1500 m
| Platz | Athlet        | Zeit (min) | Anmerkung |
| ----- | ------------- | ---------- | --------- |
| 1     | Tom Elmer     | 3:48,55    |           |
| 2     | Michael Curti | 3:52,13    |           |
| 3     | Marc Bill     | 3:55,70    |           |

### 3000 m
| Platz | Athlet                   | Zeit (min) | Anmerkung |
| ----- | ------------------------ | ---------- | --------- |
| 1     | Dominic Lokinyomo Lobalu | 8:18,29    |           |
| 2     | Luca Noti                | 8:21,54    |           |
| 3     | Joaquim Jaeger           | 8:30,94    | PB        |

### 60 m Hürden (106,7)
| Platz | Athlet                 | Zeit (s) | Anmerkung |
| ----- | ---------------------- | -------- | --------- |
| 1     | Jason Joseph           | 7,66     |           |
| 2     | Brahian Peña           | 7,88     | SB        |
| 3     | Pedro Garcia Fernandez | 7,90     |           |

### Hochsprung
| Platz | Athlet        | Höhe (m) | Anmerkung |
| ----- | ------------- | -------- | --------- |
| 1     | Loïc Gasch    | 2,21     |           |
| 2     | Roman Sieber  | 2,10     |           |
| 3     | Vivien Streit | 2,10     | SB        |

### Stabhochsprung
| Platz | Athlet          | Höhe (m) | Anmerkung |
| ----- | --------------- | -------- | --------- |
| 1     | Dominik Alberto | 5,40     | SB        |
| 2     | Adrian Kübler   | 5,00     |           |
| 3     | Patrick Schütz  | 4,90     | PB        |

### Weitsprung
| Platz | Athlet              | Weite (m) | Anmerkung |
| ----- | ------------------- | --------- | --------- |
| 1     | Simon Ehammer       | 7,80      | PB        |
| 2     | Christopher Ullmann | 7,69      |           |
| 3     | Jarod Biya          | 7,58      |           |

### Dreisprung
| Platz | Athlet         | Weite (m) | Anmerkung |
| ----- | -------------- | --------- | --------- |
| 1     | Carlos Kouassi | 15,76     | PB        |
| 2     | Simon Sieber   | 15,43     | PB        |
| 3     | Nils Wicki     | 15,15     |           |

### Kugel (7,26 kg)
| Platz | Athlet         | Weite (m) | Anmerkung |
| ----- | -------------- | --------- | --------- |
| 1     | Gregori Ott    | 18,11     | SB        |
| 2     | Stefan Wieland | 17,83     |           |
| 3     | Urs Hutmacher  | 14,86     | PB        |